# Hermann Alberts (Geistlicher)
Wilhelm Heinrich Richard Hermann Alberts (* 28. Dezember 1869 in Jeeben; † 5. März 1960 in Stendal) war ein deutscher evangelischer Geistlicher.
Alberts, ein Sohn des Pfarrers Andreas Heinrich Hermann Alberts, machte 1888 sein Abitur an der Latina in den Franckeschen Stiftungen in Halle (Saale). Anschließend studierte er an den Universitäten Tübingen und Halle. An beiden Orten war er Mitglied im Verein Deutscher Studenten, in Halle sogar Vorsitzender. Nach dem ersten Examen arbeitete er kurzzeitig als Oberhelfer im Rauhen Haus in Hamburg und 1893/94 als Erzieher am Diakonissenmutterhaus Eisenach. Nach der Ordination 1895 wurde er Adjunkt seines Vaters in Jeeben, nahm aber noch im selben Jahr eine Stelle als Auslandsvikar in Cannes an. 1898 wechselte er als Vereinsgeistlicher der Inneren Mission nach Frankfurt am Main und 1900 ins Pfarramt in Langula. Von 1902 bis 1920 amtierte er an der Kirche St. Spiritus in Halberstadt sowie als Vorsteher des Diakonissenhauses Cäcilienstift, ab 1914 zusätzlich als Garnisonspfarrer. 1920 übernahm das Amt des Oberdompredigers am Dom St. Nikolaus, verbunden wiederum mit dem Amt des Standortpfarrers; zudem war von 1922 bis 1949 Superintendent im Kirchenkreis Stendal. 1946 auf die dritte Pfarrstelle am Dom gewechselt, ließ er sich 1950 emeritieren.
Alberts engagierte sich in zahlreichen Vereinen der Diakonie. So war er ab 1920 Mitglied des Provinzialvorstands der Inneren Mission und des Kuratoriums des Syrischen Waisenhauses. Er war aber auch kirchen- und heimatgeschichtlich interessiert, war nebenamtlich Kurator des Altmärkischen Museums und veröffentlichte zahlreiche Fachbeiträge. Als besonderes Verdienst gilt die Rettung der Stendaler Domfenster als Kunstschutz im Zweiten Weltkrieg. 1931 zeichnete die Universität Halle ihn mit der Ehrendoktorwürde aus.
Alberts war seit 1897 mit Clara Hecker (1878–1944) verheiratet. Sein Sohn Haymo (* 1910) war ebenfalls Pfarrer in Stendal.

## Veröffentlichungen (Auswahl)
- Stift und Dom St. Nikolaus zu Stendal. Niedersächsisches Bild-Archiv, Hannover 1930 (Norddeutsche Kunstbücher; 27).
- 750 Jahre Stift und Dom St. Nikolaus in Stendal. In: Jahresbericht des Altmärkischen Vereins für Vaterländische Geschichte zu Salzwedel e.V., Bd. 52 (1938), S. 3–11.